# بنفشه پیچکی
 بنفشه پیچکی(نام علمی: Viola bertolonii) نام یک گونه از سرده بنفشه است.